# Condado de Webster (Iowa)
O Condado de Webster é um dos 99 condados do estado norte-americano de Iowa. A sede do condado é Fort Dodge, que é também a sua maior cidade. O condado tem uma área de 1860 km² (dos quais 8 km² está coberto por água), uma população de 40 235 habitantes, e uma densidade populacional de 22 hab/km² (segundo o censo nacional de 2000). O condado foi fundado em 1846 e recebeu o seu nome em homenagem a Daniel Webster (1782-1852), que foi senador pelo Massachusetts (1827-1841 e 1845-1850), e secretário de Estado dos Estados Unidos (1841-1843 e 1850-1852).

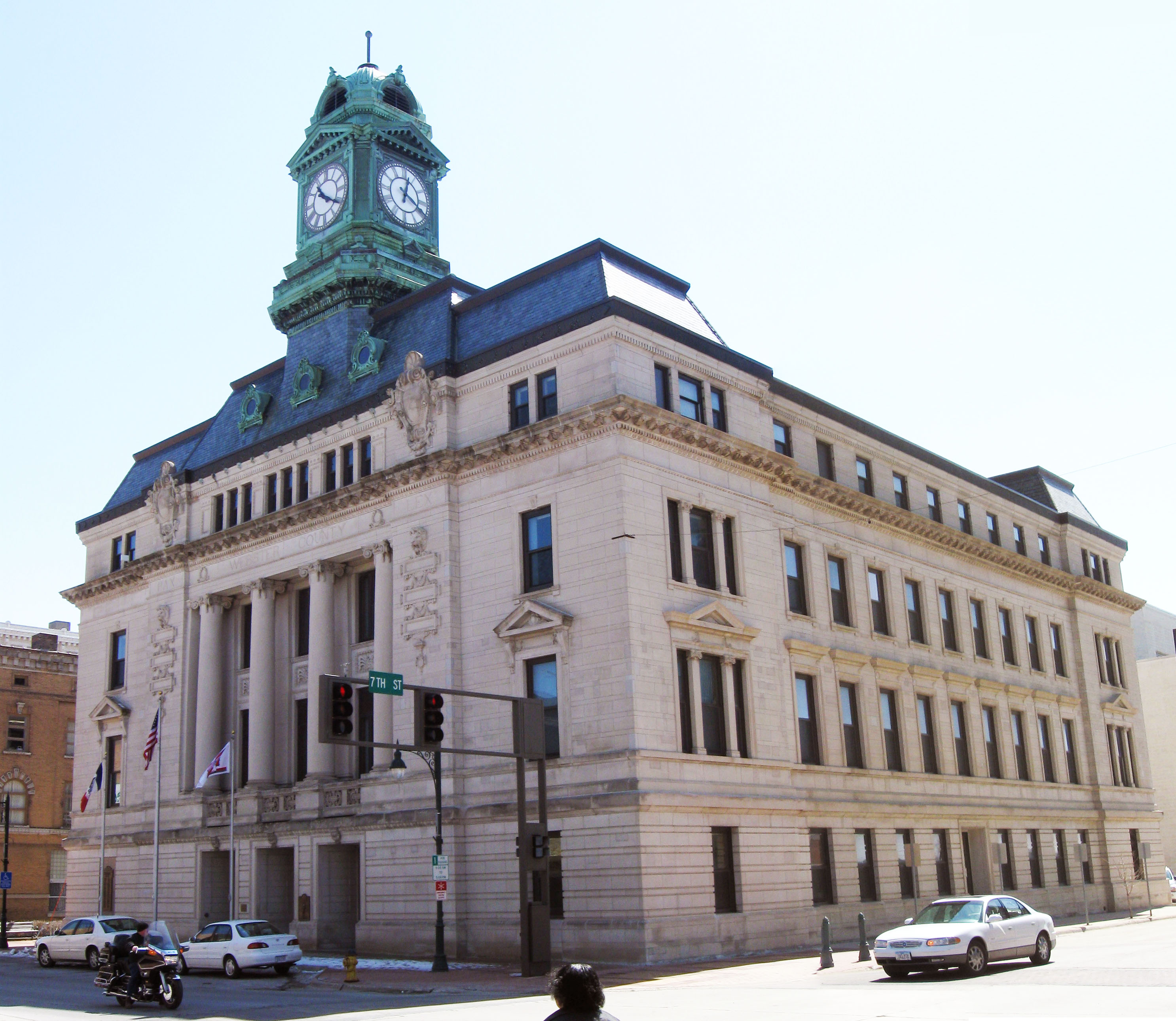
A Central Avenue em Fort Dodge, capital do condado de Webster, Iowa